# Кимбърли Уилямс-Пейсли
Кимбърли Уилямс-Пейсли (на английски: Kimberly Williams-Paisley) (родена на 14 септември 1971 г.) е американска актриса, известна с ролите си на Ани Банкс във филма „Бащата на булката“ и неговото продължение, Вирджиния Люис в „Десетото кралство“ и Дейна Гибсън в ситкома „Питайте Джим“.

## Личен живот
През март 2003 г. Уилямс се омъжва за кънтри певеца Брад Пейсли. На 22 февруари 2007 г. тя ражда първия им син – Уилям Хъкълбери Пейсли. На 17 април 2009 г. се ражда вторият им син – Джаспър Уорън Пейсли.